# Single-Minute Exchange of Die
Single-Minute Exchange of Die (SMED) is een methode uit de lean manufacturingfilosofie. De SMED-methode tracht een snelle en efficiënte manier voor het omstellen van een productieproces te bewerkstelligen. Omstellen is het geheel van activiteiten dat nodig is voor het omschakelen van een huidige productieorder, naar een nieuwe productieorder. Dit concept zegt dat elke omstelling minder dan tien minuten zou moeten duren. Verder is er het geavanceerde concept One-Touch Exchange of Die (OTED), omstellingen zouden maar maximaal honderd seconden in beslag mogen nemen. De bedenker van dit concept is de Japanse industrial engineer Shigeo Shingo, een van de grote bezielers van het Toyota Production System. Een aantal omstellingen bij Toyota werd aldus in duur teruggebracht van uren naar minuten.

## Gestructureerde methode
Er zijn binnen de SMED-methode zeven basisstappen om de omsteltijd van een systeem te reduceren:
1. Observeer de huidige methode
2. Scheiding van interne en externe ("offline") omstelactiviteiten. Interne activiteiten zijn diegene die enkel uitgevoerd kunnen worden wanneer het systeem gestopt is. Externe activiteiten kunnen wel uitgevoerd worden terwijl nog de laatste (van de vorige serie) of reeds de eerste batch (van de volgende serie) wordt geproduceerd. Bijvoorbeeld: het halen van gereedschap vóór de machine stopt; het bouwen van viaducten naast de spoorbaan die dan in één zondagnacht worden ingeschoven; in een theater het ophangen van decors voor verschillende bedrijven in een toneeltoren, waardoor de changementtijd tussen bedrijven wordt bekort.
3. Converteer (waar mogelijk) interne activiteiten naar externe activiteiten (bijvoorbeeld het voorverwarmen van gereedschappen).
4. Stroomlijn de overblijvende interne activiteiten door ze te vereenvoudigen. Concentreer bijvoorbeeld op klemmen.
5. Stroomlijn de externe activiteiten.
6. Documenteer de nieuwe procedure en beschrijf wat in de toekomst nog ondernomen moet worden.
7. Herhaal deze methode. Van elke iteratie van het bovenstaande proces kan een 45% verbetering verwacht worden. Het kan dus verschillende iteraties vergen om onder de 10 minuten te raken.

Van belang is ook: omstelvriendelijk ontwerpen. Dit wordt bijvoorbeeld bereikt door maten te standaardiseren, zodat bij wisseling van serie zo weinig mogelijk omstelnoodzaak bestaat. Verder kan men letten op de volgorde van batches: als in een zuivelfabriek eerst de yoghurt en pas daarna de yoghurt met vruchten wordt vervaardigd, hoeven tussendoor geen leidingen te worden schoongespoeld.
Bij SMED is het belangrijk om de bottleneck op te sporen. In een SMED-project worden die als eerste aangepakt. Zo wordt bijvoorbeeld als eerste de ombouwtijd van etiketteermachine verminderd. Wanneer dit gebeurd is, ontstaat er een nieuwe bottleneck. Nu zijn de operators bijvoorbeeld langer bezig om de vulmachine om te bouwen dan de etiketteermachine. Zo wordt structureel gewerkt. Een uur gewonnen op een bottleneck is een uur gewonnen voor het totale proces. Een uur gewonnen op een niet-bottleneck is een verloren inspanning.
Vaak is het enige voordeel bij het verbeteren van een niet-bottleneck dat een operator eerder klaar is met zijn ombouwhandelingen en daardoor eerder zijn collega kan helpen. Dit is in de praktijk niet altijd zo praktisch als dat het lijkt. Vaak kunnen niet alle ombouwhandelingen met zijn tweeën uitgevoerd worden. Ook is deze operator niet ervaren genoeg om bij een andere machine te helpen. De Theory of constraints is bruikbaar voor  het opsporen van de bottleneck.
De omstelhandelingen moeten worden onderworpen aan het acroniem "ElVoSiCoA" van ir. S.F.Winkel: test alle handelingen op de mogelijkheid van ELiminatie, VOlgorde-aanpassing, SImplificering, COmbinatie en Automatisering. Een goed voorbeeld is de pitstop in de Formule 1, waar door het toepassen van ElVoSiCoA de duur van banden wisselen tot een paar seconden is teruggebracht. Een ander voorbeeld is het ophalen en wegbrengen van patiënten voor en na een operatie: als men dat door twee verplegers laat doen in plaats van door één verpleger, neemt de capaciteit van de OK toe (onderzoek MCA Alkmaar, 1995).